# Festivalul Gnaoua de la Essaouira
Festivalul Gnaoua de la Essaouira este un festival muzical care se ține la începutul fiecărei veri, în orașul marocan Essaouira. 

## Desfășurarea festivalului
Festivalul îi aduce în scenă pe marii maeștri Mâalemines Gnaoua care interpretează muzică mistică și sacră a Gnaoua/Gnawa. Câteva sute de mii de vizitatori din lumea întreagă sunt atrași de acest mare eveniment muzical. Festivitățile se desfășoară în tot orașul și îndeosebi la nivelul celor două mari porți ale medinei(place Moulay el Hassan și Bab Marrakech), unde sunt instalate cele două mari scene. Essaouira este de nerecunoscut în timpul festivalului: întregul oraș trăiește în febra gnaoua.

### Participare
Acest festival are drept scop metisajul cultural și muzical, și propune o excelentă selecție de artiști veniți din lumea întreagă, pentru a-și contopi muzica cu cea a gnaoui. Este și ocazia pentru tinerii artiști locali de a-și face apariția în fața unui public larg. Sunt invitați cântăreți de jazz, rock, pop, precum și de muzică contemporană, pentru a explora noi căi de exprimare artistică. 
Participarea la festival este în întregime gratuită, doar anumite concerte private sunt cu plată, numite Lilas (nopți).
Prima ediție a festivalului a fost un adevărat succes, ea ținându-se între 21 și 24 iunie 1998, atrăgând aproape 20.000 de persoane. În momentul de față, festivalul atrage peste 450.000 de persoane, ceea ce îl face un festival de renume mondial.